# Kim Haeng-jik
Kim Haeng-jik (* 31. März 1992 in Suwon, Südkorea) ist ein professioneller Karambolagespieler und Weltmeister.

## Karriere
Kim gehört zur jungen Garde von Ausnahmespielern aus Südkorea die, seit den 2000er-Jahren, in der internationalen Dreiband-Szene der führenden Nation Belgien Konkurrenz machen. Mit nur 15 Jahren wurde Kim 2007 zum ersten Mal Junioren-Weltmeister (U21) im Dreiband. Im folgenden Jahr wurde er in Uccle, Belgien Dritter und konnte 2010 in Hoogeveen, Niederlande und 2011 in Guatemala-Stadt erneut Weltmeister werden. Am 27. Oktober 2012 stand er zum vierten Mal im Finale einer Junioren-WM. In San Javier, Spanien traf er auf den Vizeeuropameister (2012) Ömer Karakurt aus der Türkei, den er mit 35:27 in 23 Aufnahmen schlug (ED 1,522). Als amtierendem Weltmeister gilt für ihn die Ausnahme, dass er am Stichtag 21. September unter 22 Jahren sein muss um 2013 seinen Titel bei der Junioren-WM verteidigen zu dürfen.

## Sonstiges
Kim lebte viele Jahre in Deutschland, wo er unter anderem für die Vereine Mannheimer Billardfreunde und Horster Eck in Essen spielt(e), aber auch in der niederländischen Liga. Im Sommer 2012 musste er zurück in seine Heimat, um dort seinen Wehrdienst abzuleisten. Er ist einer der wenigen Linkshänder, spielt aber auch mit der rechten Hand, um den Hilfsqueue zu vermeiden. Wie sein Landsmann Choi Sung-won spricht er kaum englisch und benötigt einen Übersetzer. Sein Betreuer auf Auslandsreisen ist William Oh, der auch Lehrer an der Billardakademie in Korea ist. Gemeinsam mit seinem Freund und WM-Finalgegner von 2011, Kim Jun-tae aus Seoul, besuchte er die gleiche Highschool. Durch seinen Erfolg hat die Schule inzwischen einen guten Ruf, und viele Schüler wollen inzwischen das Billardspiel erlernen. Kim betreibt dort einen eigenen Billardsalon.

Am 10. Mai 2013 erlitt er eine Hirnblutung, die einen Schlaganfall auslöste. Er wurde sofort auf der Intensivstation versorgt. Eine neue Hirnblutung verhinderte eine weitere Behandlung, die Ärzte gingen aber davon aus, ihn bald operieren zu können. Nachdem die Ärzte beschlossen hatten, seine Meningoenzephalitis (Enzephalomeningitis) medikamentös anstatt operativ zu behandeln, war Kim auf dem Weg der Genesung. Sein Trainer und Vertrauter sagte: 

„Haeng Jik erholt sich sehr schnell, schneller, als viele Ärzte es erwartet haben. Es scheint, dass unsere Wünsche den Himmel erreicht haben.“

 Die Blutungen im Gehirn konnten gestoppt werden und er konnte auf die Allgemeine Abteilung verlegt werden. Im Juni 2014 war Kim wieder vollständig genesen und hatte im eigenen Land die beiden besten Spieler geschlagen. Er bereitet sich auf die im Herbst stattfindende WM in Seoul vor.
Beim Survival 3C Masters 2019/4 kam er ins Finale, war dort aber Letzter (Vierter) hinter Semih Saygıner, Cho Jae-ho und Eddy Merckx.

## Erfolge
- Dreiband-Weltmeisterschaft der Junioren:  2007, 2010, 2011, 2012  2008
- Dreiband-Weltmeisterschaft:  2016
- Dreiband-Weltcup:
  - Gesamtsieger:  2017
  - Einzelturnier:  2017/4, 2017/5, 2019/5 •  2015/1, 2019/4, 2023/2 •  2018/7, 2022/2
- LG U+ Cup 3-Cushion Masters:  2018
- AGIPI Billard Masters: Gruppensieger 2011 • Gruppenzweiter 2010
- Survival 3C Masters:  2019/3
- World 3-Cushion Grand Prix:  2023/1
- Asien-Meisterschaft:  2015